# Opsites

Reino de Lázica

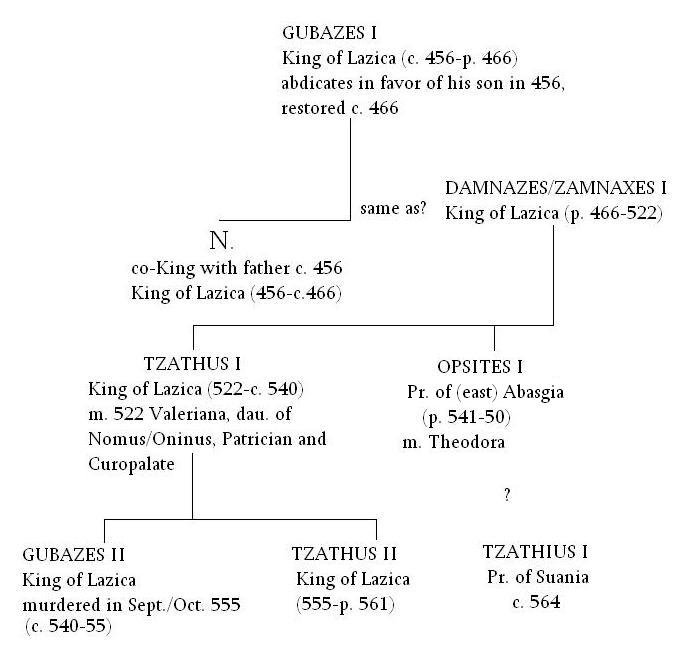
Tentativa de Cyril Toumanoff de reconstruir a árvore genealógica dos reis de Lázica

Opsites (em georgiano: ოფსიტე) foi o nome mencionado duas vezes pelo historiador bizantino do século VI Procópio de Cesareia, enquanto recontou os eventos relacionados com a Guerra Lázica (541–562) travada entre o Império Bizantino e o Império Sassânida sobre o Estado caucasiano de Lázica. Em uma passagem, Procópio observa parenteticamente que Opsites foi um tio de Gubazes II e no momento rei dos lazes. Foi casado com Teodora, de origem senatorial romana. No momento da revolta laze contra Roma, Teodora, enquanto vivendo entre os apsílios, foi capturada, por acaso, pelo comandante persa Nabedes e levada para a Pérsia.
Mais tarde, na obra de Procópio, Opsites aparece como governante da parte oriental de Abásgia, uma terra ao norte de Lázica (a oeste estava sob Esceparnas). Foi instalado após os abasgos rejeitaram o governo bizantino ca. 550. Opsites liderou os abasgos contra os bizantinos sob João Guzes e Uligago, que derrotaram os rebeldes e capturaram o forte de Traqueia. Opsites fugiu para junto dos sabires do Cáucaso mas os membros da sua família foram todos capturados.
A opinião acadêmica está dividida se o personagem destas duas passagens é a mesma pessoa e se o registro de Procópio sobre ele sendo rei de Lázica é verdadeiro. Se Opsites de fato governou como rei, isto pode ter ocorrido antes de 541, quando Gubazes II foi rei. O professor Cyril Toumanoff assume que, em ambos os casos, Procópio refere-se à mesma pessoa, um membro da família real laze, que tornou-se um líder abasgo. Na visão de Toumanoff, isto é altamente provável dado o fato que Lázica e Abásgia revoltaram-se juntas contra a hegemonia bizantina e Abásgia tinha estado há muito sob suserania laze.